# Герман IV (герцог Швабии)
Герман IV (умер в июле 1038 года) — герцог Швабии в 1030—1038 годах.

## Биография
Герман, второй сын Эрнста I и Гизелы Швабской, стал герцогом Швабии в 1030 году после смерти своего старшего брата Эрнста II. В то время он был ещё несовершеннолетним.
Женился в январе 1037 года на маркизе Турина Аделаиде Сузской.
В июле 1038 года Герман IV умер в Южной Италии (близ Неаполя) в результате эпидемии. После этого Конрад II передал Швабию своему сыну Генриху I.
Герман IV был похоронен в Кафедральном соборе Святого Виргилия, так как жара помешала привезти его останки в Германию.
Вслед за поздним австрийским источником иногда утверждается, что у Германа IV были дети. Однако многие современные медиевисты считают, что Герман бо́льшую часть своего короткого брака провёл на войне и умер бездетным.